# Ladies Championship Gstaad 2018
Ladies Championship Gstaad 2018 — жіночий тенісний турнір, що проходив на відкритих кортах з ґрунтовим покриттям Рой Емерсон Arena у Гштааді (Швейцарія). Це був 26-й за ліком WTA Swiss Open. Належав до серії International в рамках Туру WTA 2018. Тривав з 16 до 22 липня 2018 року.

## Очки і призові

### Розподіл очок
| Дисципліна              | П   | Ф   | ПФ  | ЧФ | 1/8 | 1/16 | Q   | Q2  | Q1  |
| Жінки, одиночний розряд | 280 | 180 | 110 | 60 | 30  | 1    | 18  | 12  | 1   |
| Жінки, парний розряд    | 280 | 180 | 110 | 60 | 1   | Н/Д  | Н/Д | Н/Д | Н/Д |

### Розподіл призових грошей
| Дисципліна              | П       | Ф       | ПФ      | ЧФ     | 1/8    | 1/16   | Q2     | Q1   |
| Жінки, одиночний розряд | $43,000 | $21,400 | $11,500 | $6,175 | $3,400 | $2,100 | $1,020 | $600 |
| Жінки, парний розряд    | $12,300 | $6,400  | $3,435  | $1,820 | $960   | Н/Д    | Н/Д    | Н/Д  |

## Учасниці основної сітки в одиночному розряді

### Сіяні пари
| Країна     | Гравчиня          | Рейтинг1 | Сіяна |
| ---------- | ----------------- | -------- | ----- |
| Франція    | Алізе Корне       | 44       | 1     |
| Швеція     | Юганна Ларссон    | 58       | 2     |
| Словаччина | Вікторія Кужмова  | 69       | 3     |
| Німеччина  | Каріна Віттгефт   | 81       | 4     |
| Австралія  | Саманта Стосур    | 86       | 5     |
| Іспанія    | Лара Арруабаррена | 88       | 6     |
| Швейцарія  | Стефані Фегеле    | 93       | 7     |
| Швейцарія  | Вікторія Голубич  | 99       | 8     |

- 1 Рейтинг подано станом на 2 липня 2018.

### Інші учасниці
Нижче наведено учасниць, які отримали вайлд-кард на участь в основній сітці:
- Леонія Кюнг
- Франческа Ск'явоне
- Патті Шнідер

Такі учасниці отримали право на участь в основній сітці завдяки захищеному рейтингові:
- Менді Мінелла
- Чжен Сайсай

Нижче наведено гравчинь, які пробились в основну сітку через стадію кваліфікації:
- Валентина Івахненко
- Вероніка Кудерметова
- Конні Перрен
- Сільвія Солер Еспіноза
- Мартіна Тревізан
- Катінка фон Дайхманн

### Відмовились від участі
- Кікі Бертенс → її замінила  Джил Тайхманн
- Дженніфер Брейді → її замінила  Антонія Лоттнер
- Деніелл Коллінз → її замінила  Тамара Корпач
- Беатріс Аддад Майя → її замінила  Тереза Мартінцова
- Алісон ван Ейтванк → її замінила  Анна Калинська

## Учасниці основної сітки в парному розряді

### Сіяні пари
| Країна     | Гравчиня         | Країна  | Гравчиня             | Рейтинг1 | Сіяна |
| ---------- | ---------------- | ------- | -------------------- | -------- | ----- |
| Швейцарія  | Ксенія Нолл      | Росія   | Вероніка Кудерметова | 130      | 1     |
| США        | Кейтлін Крістіан | Мексика | Джуліана Ольмос      | 151      | 2     |
| Канада     | Ежені Бушар      | Швеція  | Юганна Ларссон       | 154      | 3     |
| Нідерланди | Бібіана Схофс    | Росія   | Яна Сізікова         | 190      | 4     |

- 1 Рейтинг подано станом на 2 липня 2018.

### Інші учасниці
Нижче наведено пари, які отримали вайлдкард на участь в основній сітці:
- Амандін Есс /  Леонія Кюнг
- Конні Перрен /  Катажина Пітер

Наведені нижче пари отримали місце як заміна:
- Тамара Корпач /  Діана Марцинкевич

### Знялись з турніру
До початку турніру
- Анна Калинська
- Наталія Віхлянцева

## Переможниці

### Одиночний розряд
- Алізе Корне —  Менді Мінелла, 6–4, 7–6(8–6)

### Парний розряд
- Алекса Гуарачі /  Дезіре Кравчик —  Лара Арруабаррена /  Тімеа Бачинскі, 4–6, 6–4, [10–6]